# مقاطعة واباشا (مينيسوتا)
مقاطعة واباشا (بالإنجليزية: Wabasha County)‏ هي إحدى مقاطعات ولاية مينيسوتا في الولايات المتحدة الأمريكية.